# Monique Riekewald
Monique Riekewald, née le 3 août 1979, est une skeletoneuse allemande. Elle a débuté en équipe nationale en 2002. Elle remporte son premier titre aux Championnats d'Europe en 2003 et en 2007, elle est championne du monde par équipes mixtes à Saint-Moritz.

## Palmarès

### Championnats d'Europe
- 2003 :  Médaille d'or

### Championnats du monde
- 2007 :  Médaille d'or par équipes mixtes

### Coupe du monde
- Meilleur classement au général : 9e en 2005
- 1 podium : 1 troisième place à Turin, le 20 janvier 2005